# El gordo
El gordo va ser un concurs de televisió, emès per Antena 3 entre 1990 i 1992. Va comptar amb dues etapes: Entre el 23 de setembre de 1990 i el 15 de setembre de 1991 va ser presentat per l'actor José Coronado. Entre el 22 de setembre de 1991 i el 12 de juliol de 1992 la presentació va ser a càrrec de Irma Soriano, col·laborant els humoristes Luis Sánchez Polack, Los Morancos i Eloy Arenas.

## Mecànica
La novetat del concurs consistia en la possibilitat de participar que tenien no sols els concursants que acudien al plató sinó també els teleespectadors des de les seves pròpies cases.

## Premis i nominacions
Irma Soriano aconseguí el Premi Antena de Oro de 1992, per la seva labor al capdavant del programa. Un any abans va ser nominada com a millor presentadora al TP d'Or 1991.